# کنعان اجه
کنان اجه (به ترکی استانبولی: Kenan Ece)؛ زاده ۲۴ دسامبر ۱۹۸۰ هنرپیشه اهل ترکیه است.
از فیلم‌ها یا برنامه‌های تلویزیونی که وی در آن نقش داشته‌است می‌توان به پایان (۲۰۱۲)، نبرد گل‌ها (۲۰۱۵)، مرطوب‌کننده (۲۰۱۲)، ماه‌گرفتگی (۲۰۱۱)، و راه شیری (۲۰۱۰) اشاره کرد.